# جوش جيمس
جوش جيمس (بالإنجليزية: Josh James)‏ هو رائد أعمال وشخصية أعمال وكبير الإداريين التنفيذيين أمريكي، ولد في 1973.